# Agelanthus dodoneifolius
Agelanthus dodoneifolius är en tvåhjärtbladig växtart som först beskrevs av Dc., och fick sitt nu gällande namn av R.M. Polhill & D. Wiens. Agelanthus dodoneifolius ingår i släktet Agelanthus och familjen Loranthaceae. Inga underarter finns listade i Catalogue of Life.